# 과달루페카라카라

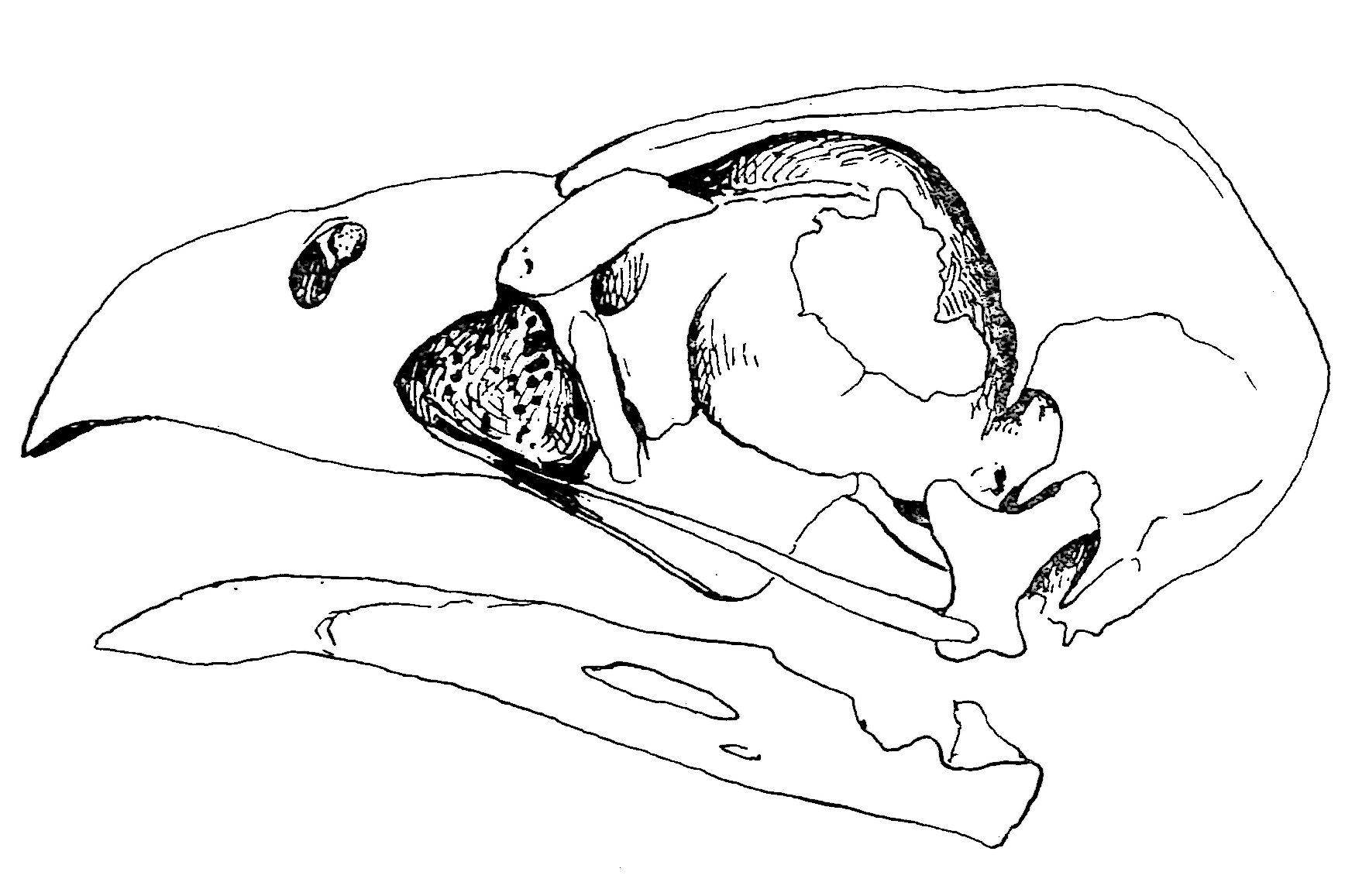

과달루페카라카라(Guadalupe Caracara, 학명: Caracara lutosa)는 멕시코 연안에 서식했던 작은 맹금류였다. 그러나 그 섬의 원주민들은 이 새를 매우 부정적으로 여겨 총으로 쏘아 죽이는 것이 예사이며 1900년 12월 1일, 채집가 롤로 벡이 과달루페섬에 원정을 가다가 우연히 11마리의 새를 보고 그 중 9마리를 잡아다가 솜씨좋게 표본을 만들었는데 그게 바로 과달루페카라카라의 마지막이었다. 그 후 몇몇의 목격담이 있었으나 찾지 못하고 결국 지구상에서 영원히 사라졌다.